# مسرح الرشيد
مسرح الرشيد مسرح عراقي في حي الصالحية في وسط بغداد، نفذت بناءه شركتان، فرنسية وسويسرية سنة 1979، وافتتح سنة 1981م، سعة المدرجات 600 شخص، تعرض المسرح للنهب والحرق بعد الاحتلال الأمريكي للعراق سنة 2003، ومنذئذٍ أغلقت أبوابه 18 سنة حتى أُعلنَ عن افتتاحه يوم 20 تشرين الثاني سنة 2021.

## موقع المسرح
مسرح الرشيد في قطعة الأرض المرقمة 3/2، شارع حيفا، مقاطعة كرادة مريم، حي الصالحية، بالقرب من مقر تلفزيون العراق. مسرح الرشيد جزء من دائرة السينما والمسرح في العراق، التابعة لوزارة الثقافة، حين بُني المسرح جُهّز بأدوات تقنية وإضاءة متطورة نسبياً في وقتها، وكان المسرح تقليدي الشكل ملحقاً به مكان للأوركسترا.

## ملكية المسرح

فنانون عراقيون معترضين على دعوى إزالة مسرح الرشيد

نشرت وزارة الإسكان العراقية وثيقة ذُكر فيها أن أرض مسرح الرشيد ملك لوزارة الإسكان، وأن المسرح بُني بدون موافقة الوزارة، وفي يوم 25 كانون الثاني سنة 2022، أعلن مكتب رئيس الوزراء عن إبقاء المسرح وذُكر في بيانهم «مسرح الرشيد سيكون ساحة لعمل الفنانين وسندعمهم، وما أثير عن ملكية المسرح هو اجتهاد روتيني من دوائر الدولة، ولا يجب التعاطي مع هكذا حالة من منطلق خلق اليأس والإحباط...وطلبتْ وزيرةُ الإسكان اليوم نقلَ ملكية الأرض والمبنى إلى وزارة الثقافة». وفي اليوم نفسه صوّت مجلس الوزراء على نقل الملكية، وذُكر في بيانهم «بتوجيه من رئيس مجلس الوزراء مصطفى الكاظمي ولدعم الحركة الفنية في البلد صوّت المجلس على نقل ملكية الأرض المشيد عليها مبنى مسرح الرشيد والتي تعود ملكيتها لوزارة الاعمار والإسكان والبلديات/ دائرة الإسكان إلى وزارة الثقافة/ دائرة السينما والمسرح مع اطفاء المبلغ».

## وصلات خارجية
- إنذار بتخلية مسرح الرشيد.